# Thuận Lộc (xã)
Thuận Lộc là một xã thuộc thị xã Hồng Lĩnh, tỉnh Hà Tĩnh, Việt Nam.

## Địa lý
Xã Thuận Lộc nằm ở phía tây nam thị xã Hồng Lĩnh, có vị trí địa lý:
- Phía đông giáp các phường Bắc Hồng, Nam Hồng, Đậu Liêu
- Phía tây giáp huyện Đức Thọ
- Phía nam giáp huyện Can Lộc
- Phía bắc giáp phường Đức Thuận.

Xã Thuận Lộc có diện tích 7,41 km², dân số năm 2021 là 3.667 người, mật độ dân số đạt 495 người/km².
Từ xa xưa trên địa bàn xã này có tuyến kênh Nhà Lê nối từ  kinh đô Hoa Lư đến Đèo Ngang đi qua, là tuyến đường thủy đầu tiên trong lịch sử Việt Nam và được coi là tuyến đường Hồ Chí Minh trên sông vì những đóng góp cho các cuộc chiến tranh của người Việt.

## Hành chính
Xã Thuận Lộc được chia thành 9 thôn: Đồi Cao, Phúc Thuận, Chùa, Thuận Giang, Thuận Trung, Phúc Thuận, Hồng Lam, Hồng Nguyệt, Tân Hoà.

## Lịch sử
Xã Thuận Lộc từ năm 1945 về trước gồm có 7 thôn thuộc 3 xã, 2 tổng: Thôn Tiếp Vọ, thôn Ninh Vọ, đồn điền nhà chung thuộc về xã Tiếp Vọ, tổng Đậu Liêu; thôn Phúc Lộc và thôn Phúc Hội thuộc về xã Phúc Hải, tổng Lai Thạch; thôn Giao Tác và Làng Trù, làng Hói, thuộc xã Nguyệt Ao, tổng Lai Thạch. Tất cả các xã, thôn thuộc huyện Can Lộc, toàn huyện có 7 tổng. Tổng Lai Thạch có 4 xã: Lai Thạch, Nguyệt Ao, Phúc Hải và Thường Nga.
Ngày 1 tháng 2 năm 1946, dưới sự chỉ đạo của huyện ủy Can Lộc, ba xã Tiếp Vọ, Phúc Hải và Nguyệt Ao hợp lại thành xã Minh Tân. Xã Minh Tân gồm 7 làng của ba xã cũ, đó là các làng: Phúc Khải, Phúc Hội, Giao Tác, Làng Trù, làng Hói, và làng Ninh Vọ, làng Tiếp Vọ (Hai làng này nay là phường Nam Hồng, thị xã Hồng Lĩnh). Đồng thời Chi bộ Đảng, Hội đồng nhân dân, Ủy ban hành chính xã và các ngành xung quanh ủy ban được thành lập, ở thôn có Thôn trưởng.
Tháng 10 năm 1949 hai xã: Linh Quy và Minh Tân hợp nhất thành xã Hồng Kim.
Đến tháng 5 năm 1954, xã Hồng Kim huyện Can Lộc được chia thành 2 xã: Kim Lộc và Thuận Lộc. Xã Thuận Lộc gồm 7 làng như trước đây: Tiếp Vọ, Ninh Vọ, Phúc Lộc, Phúc Hội, Giao Tác, Làng Trù, Làng Hói. Các thôn còn lại thuộc về xã Kim Lộc.
Ngày 2 tháng 3 năm 1992, Hội đồng Bộ trưởng ban hành Quyết định số 67-HĐBT tách xã Thuận Lộc thuộc huyện Can Lộc để thành lập thị xã Hồng Lĩnh.
Ngày 11 tháng 3 năm 1992, Ban Tổ chức và Cán bộ Chính phủ ban hành Quyết định số 112/TCCP thành lập phường Nam Hồng trên cơ sở tách 470 ha và 1.362 hộ với 3.785 nhân khẩu của xã Thuận Lộc.

## Hình ảnh

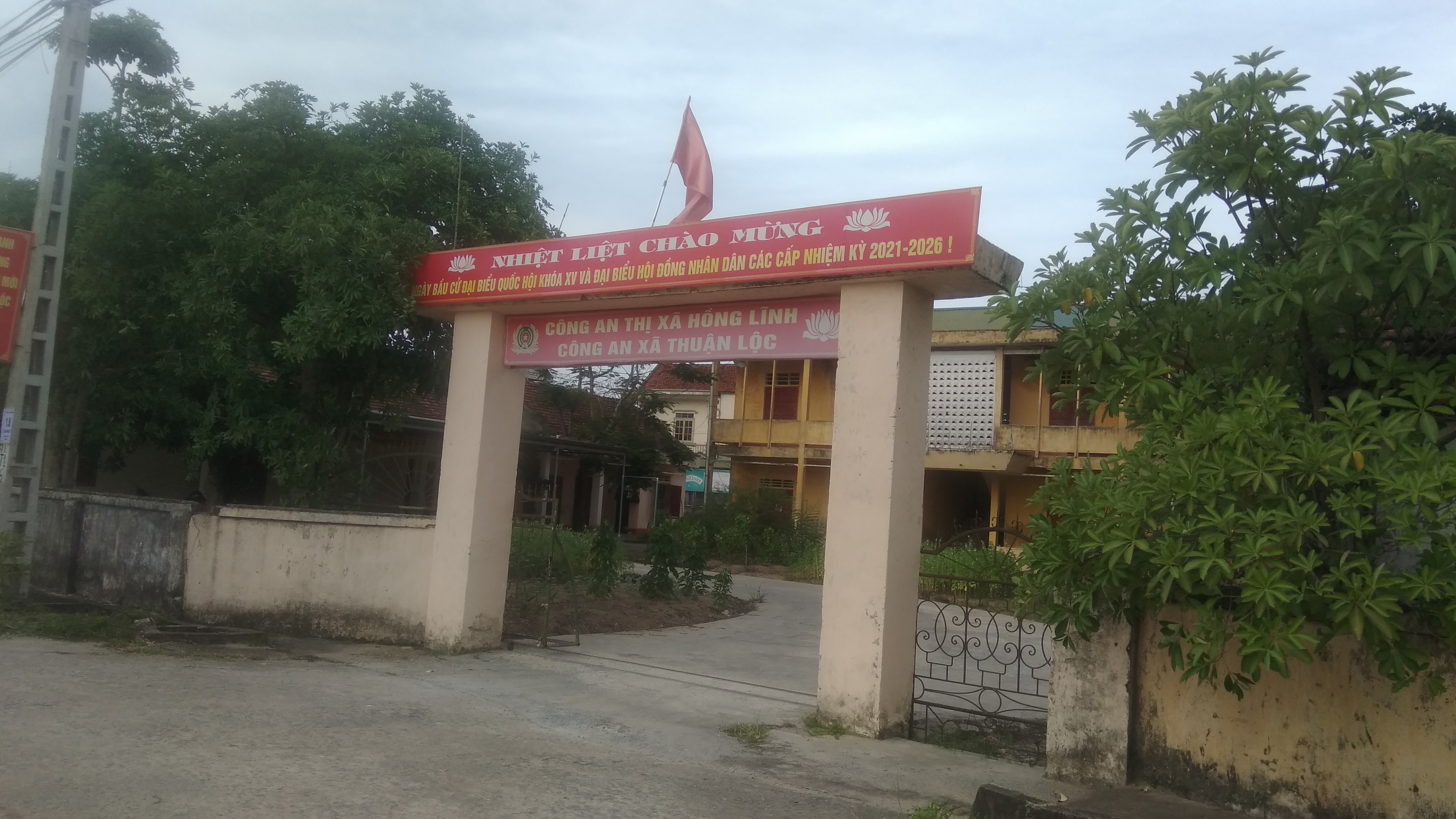
Đồn Công An xã Thuận Lộc
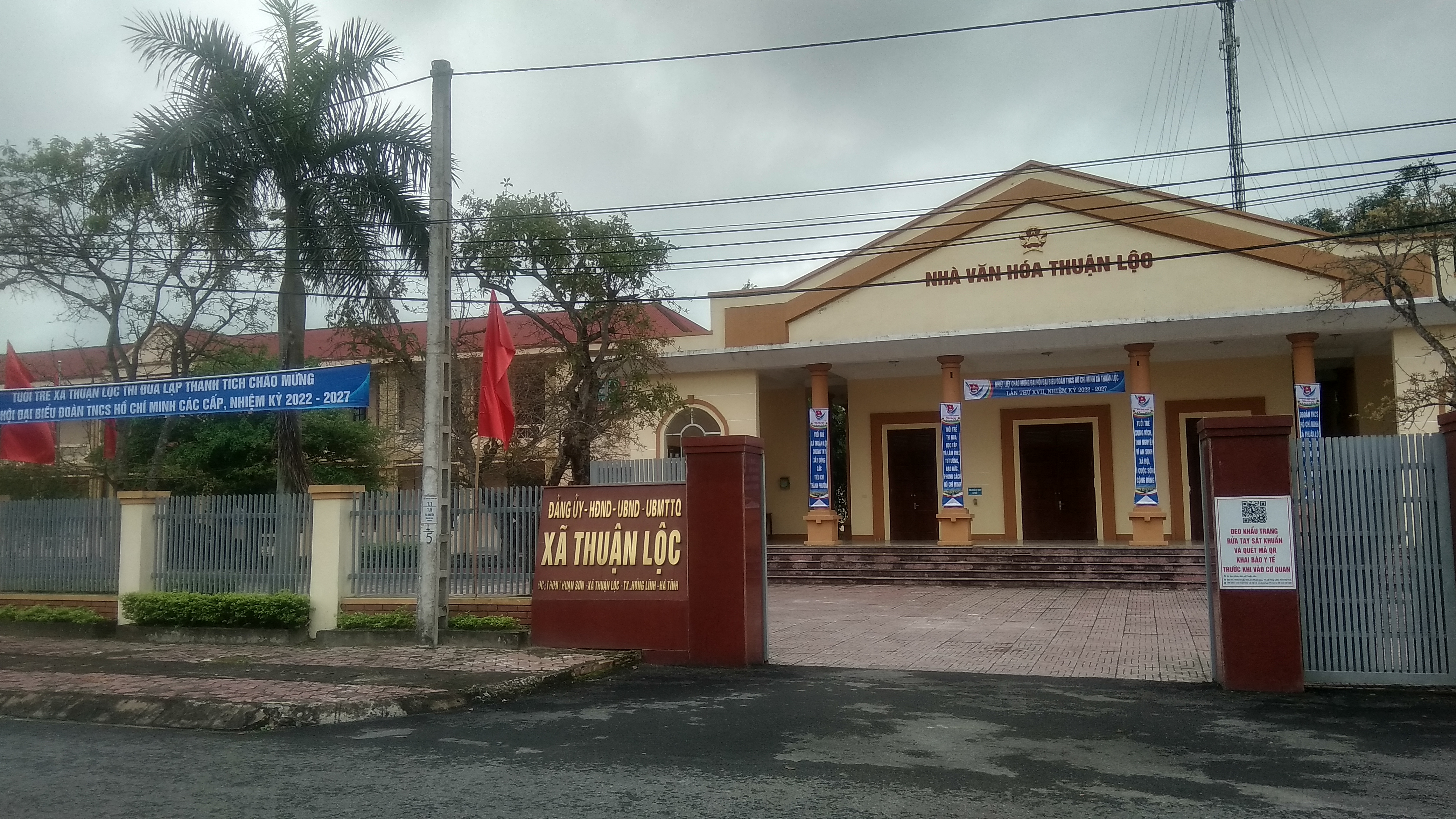
Khu hành chính xã Thuận Lộc
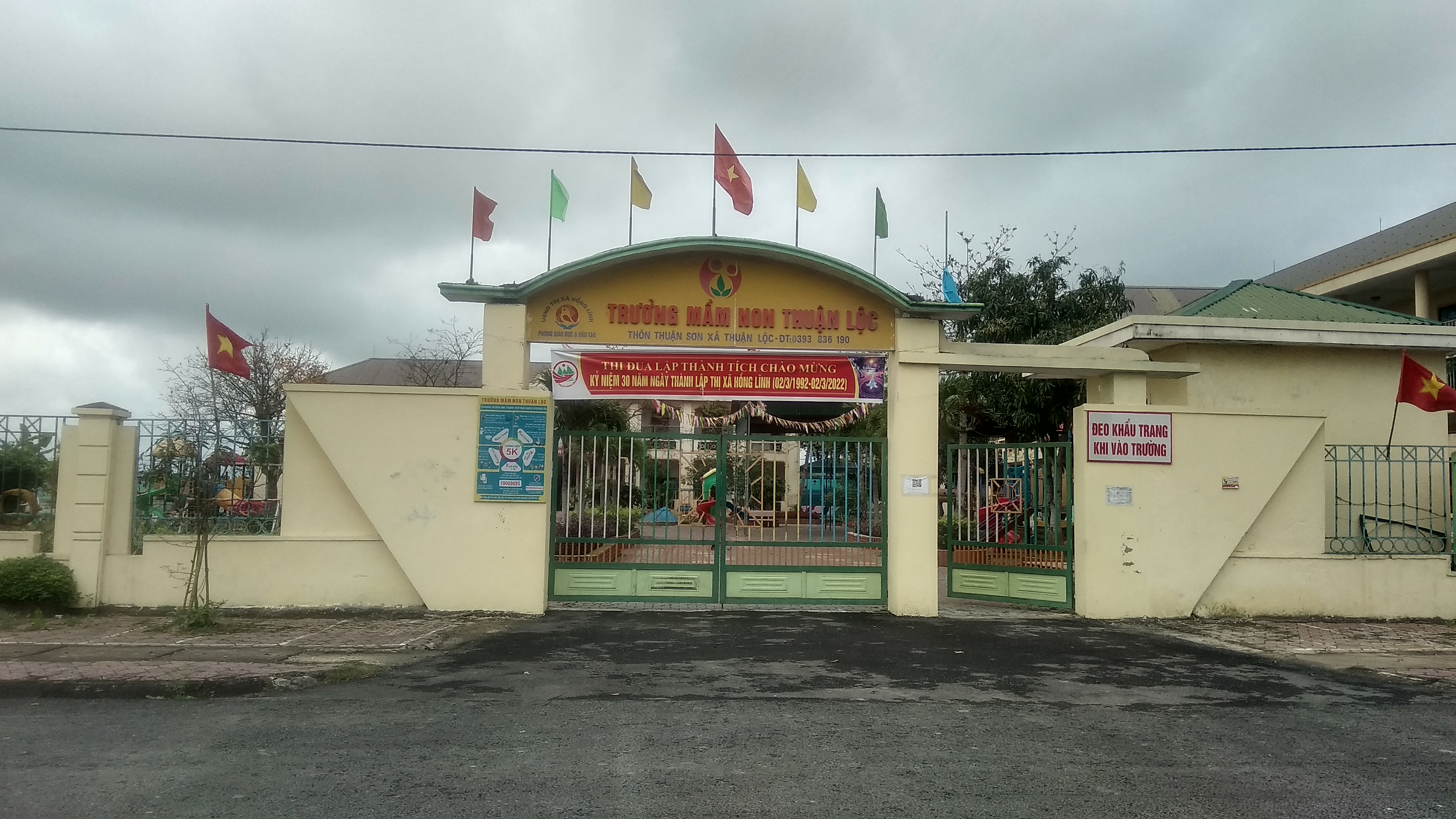
Trường mầm non xã Thuận Lộc
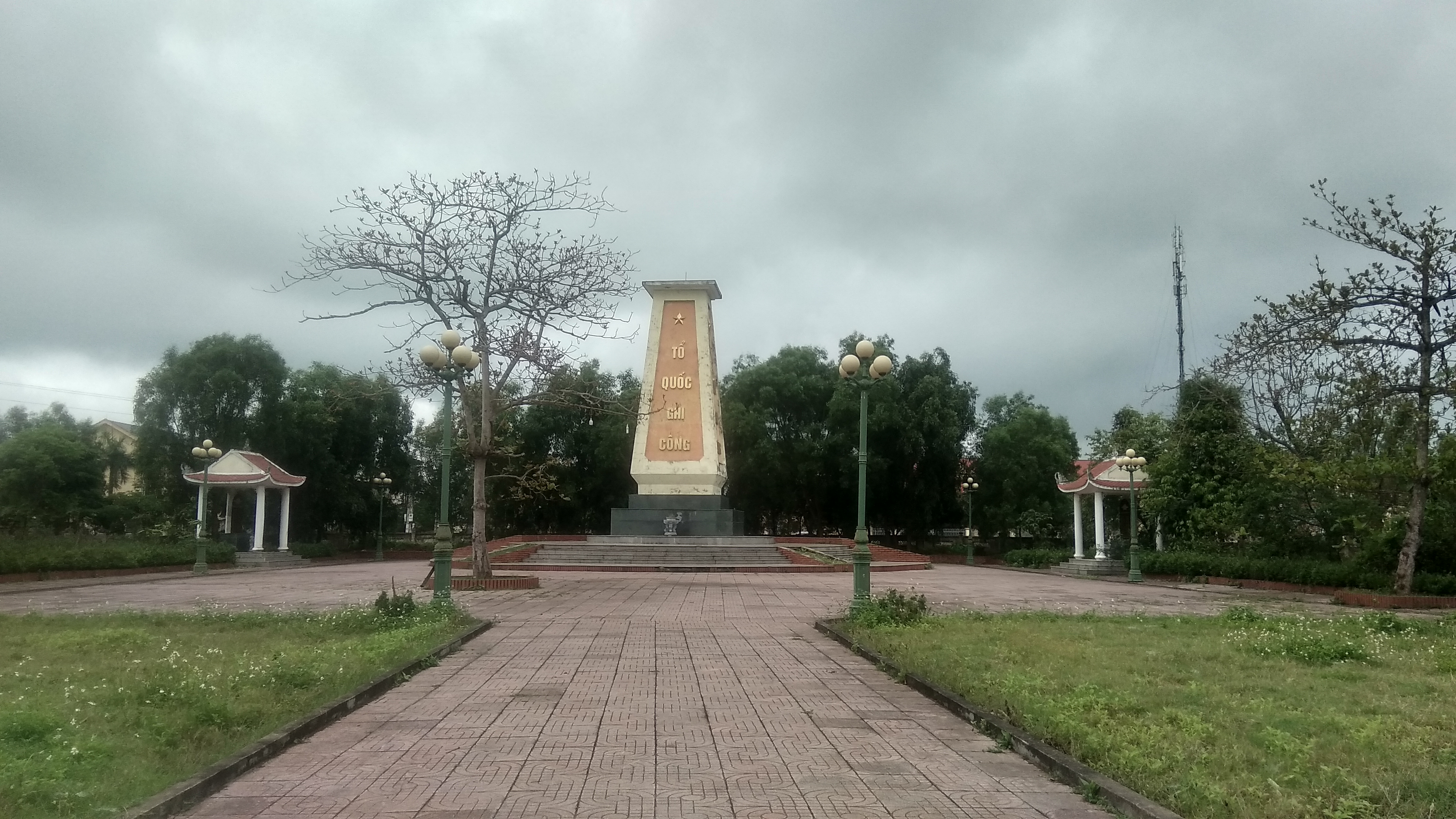
Đài tưởng niệm xã Thuận Lộc
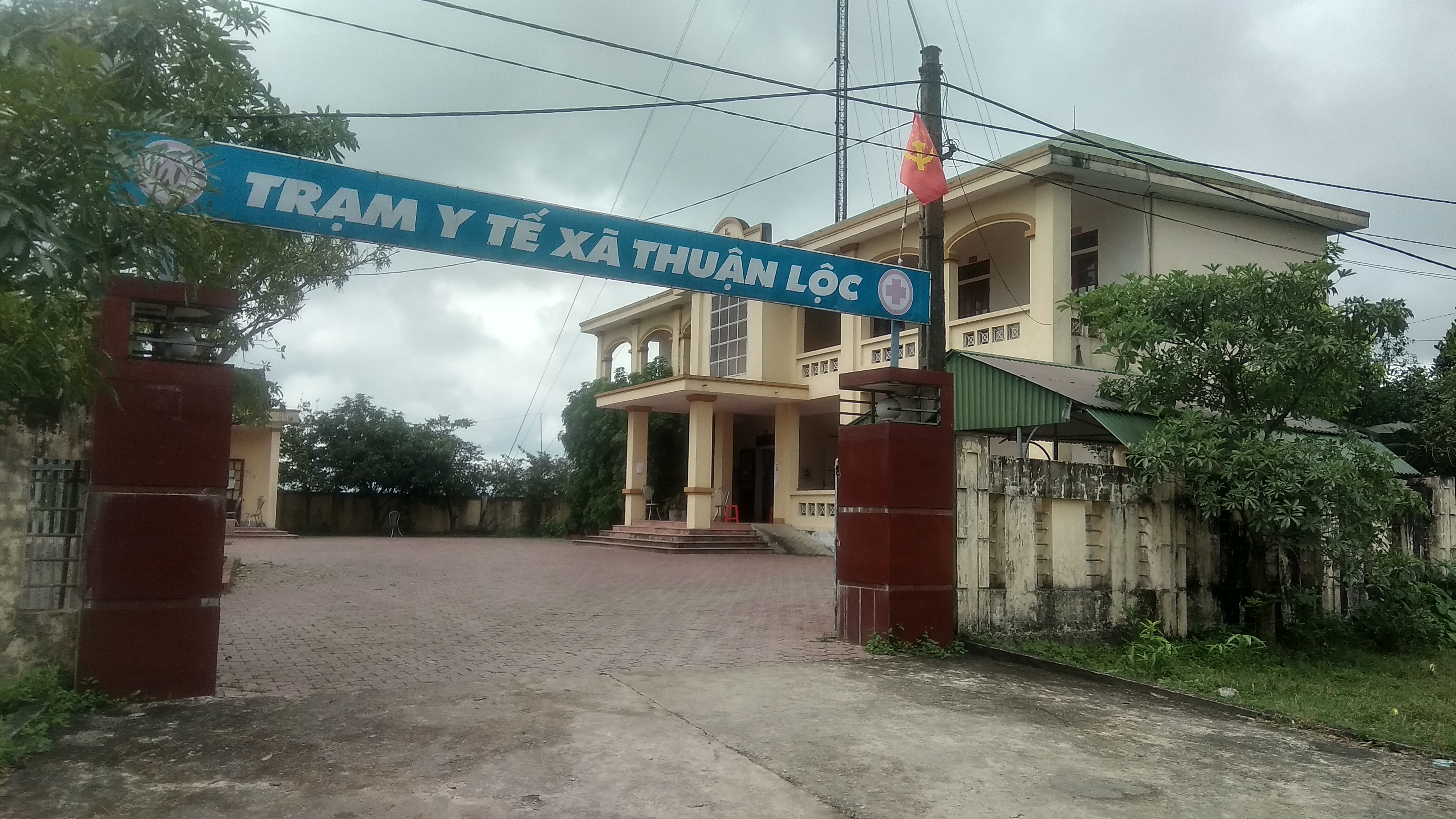
Trạm y tế xã Thuận Lộc
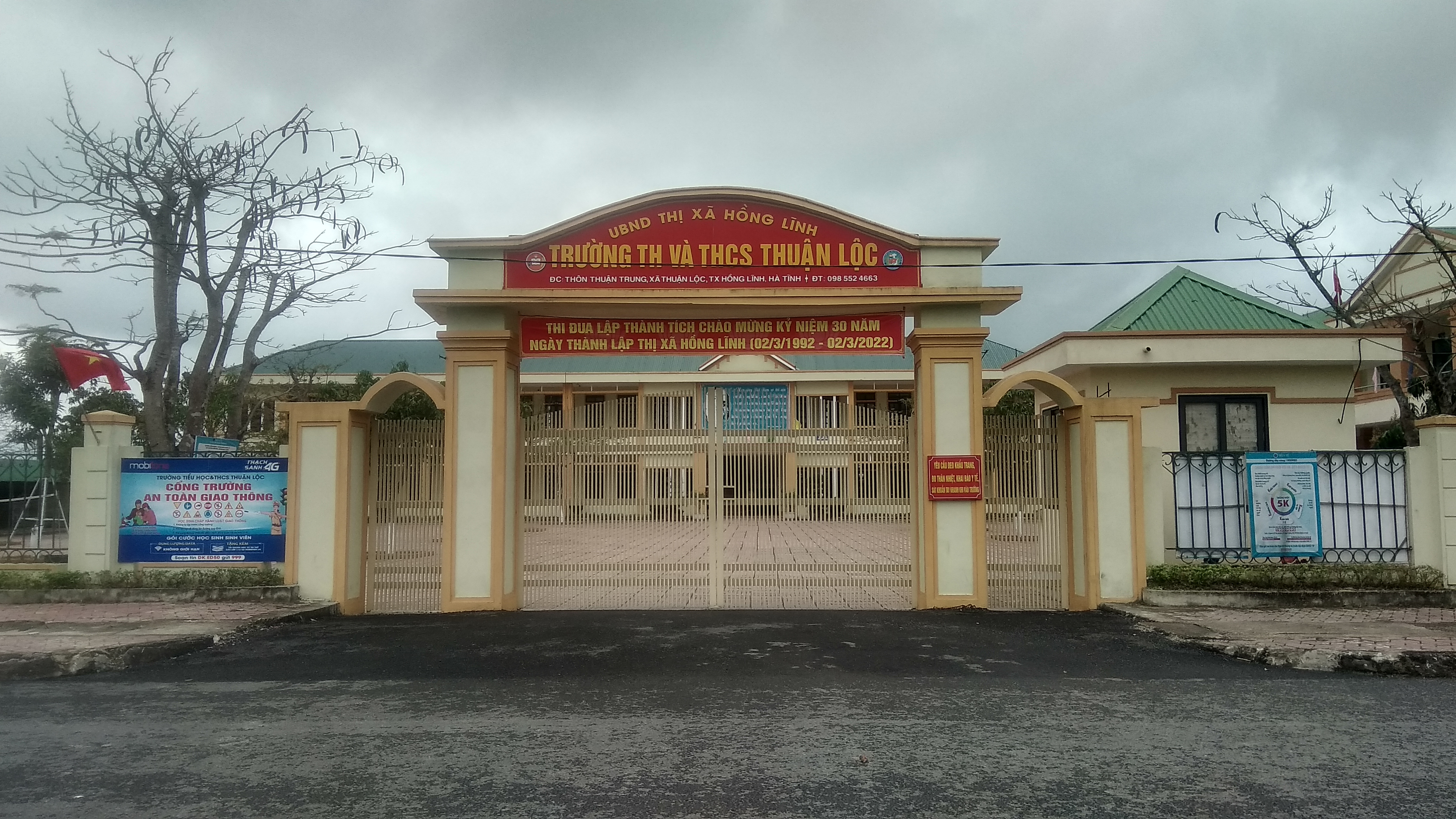
Trường Tiểu học và Trung học cơ sở Thuận Lộc
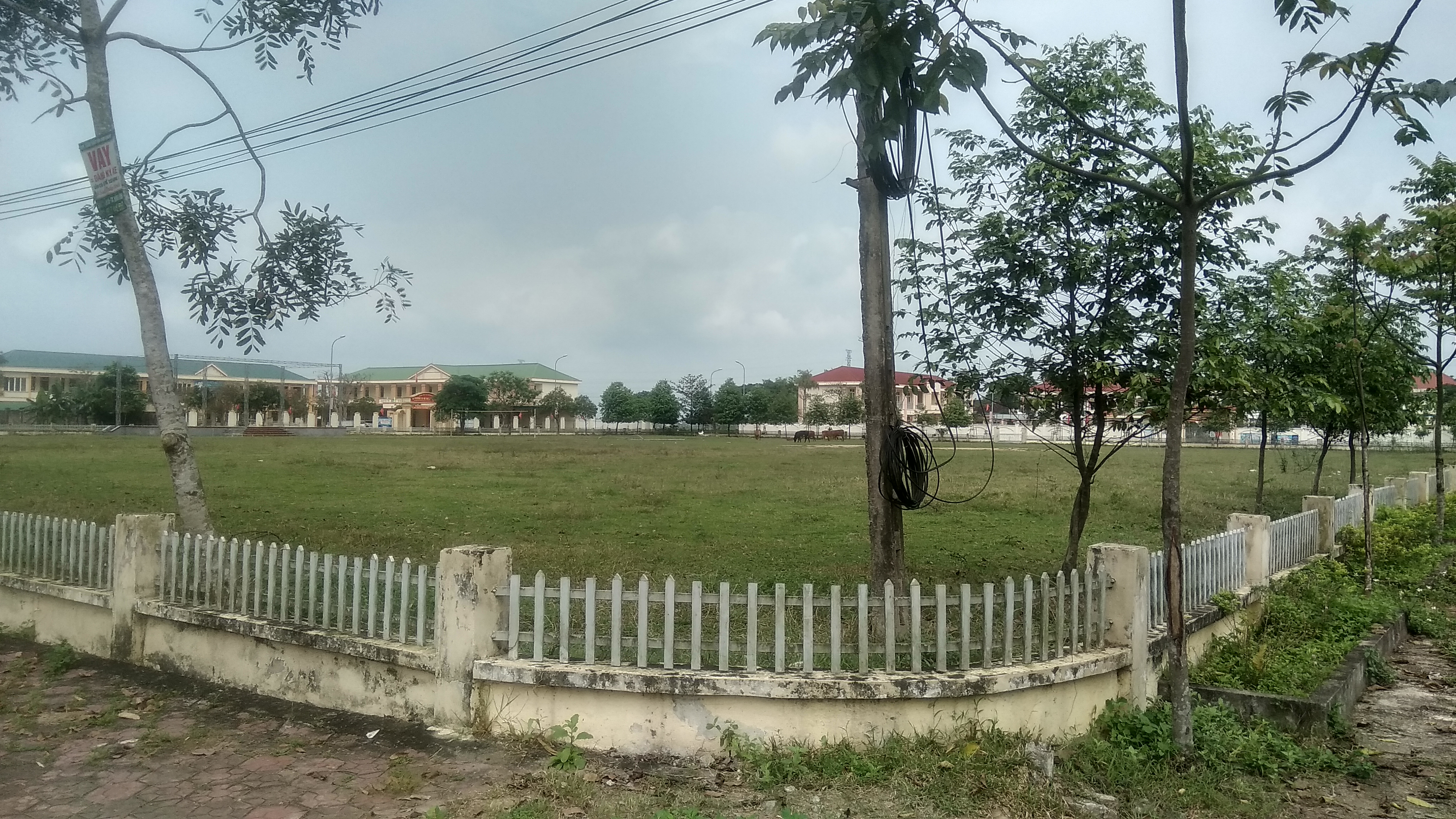
Sân vận động xã Thuận Lộc
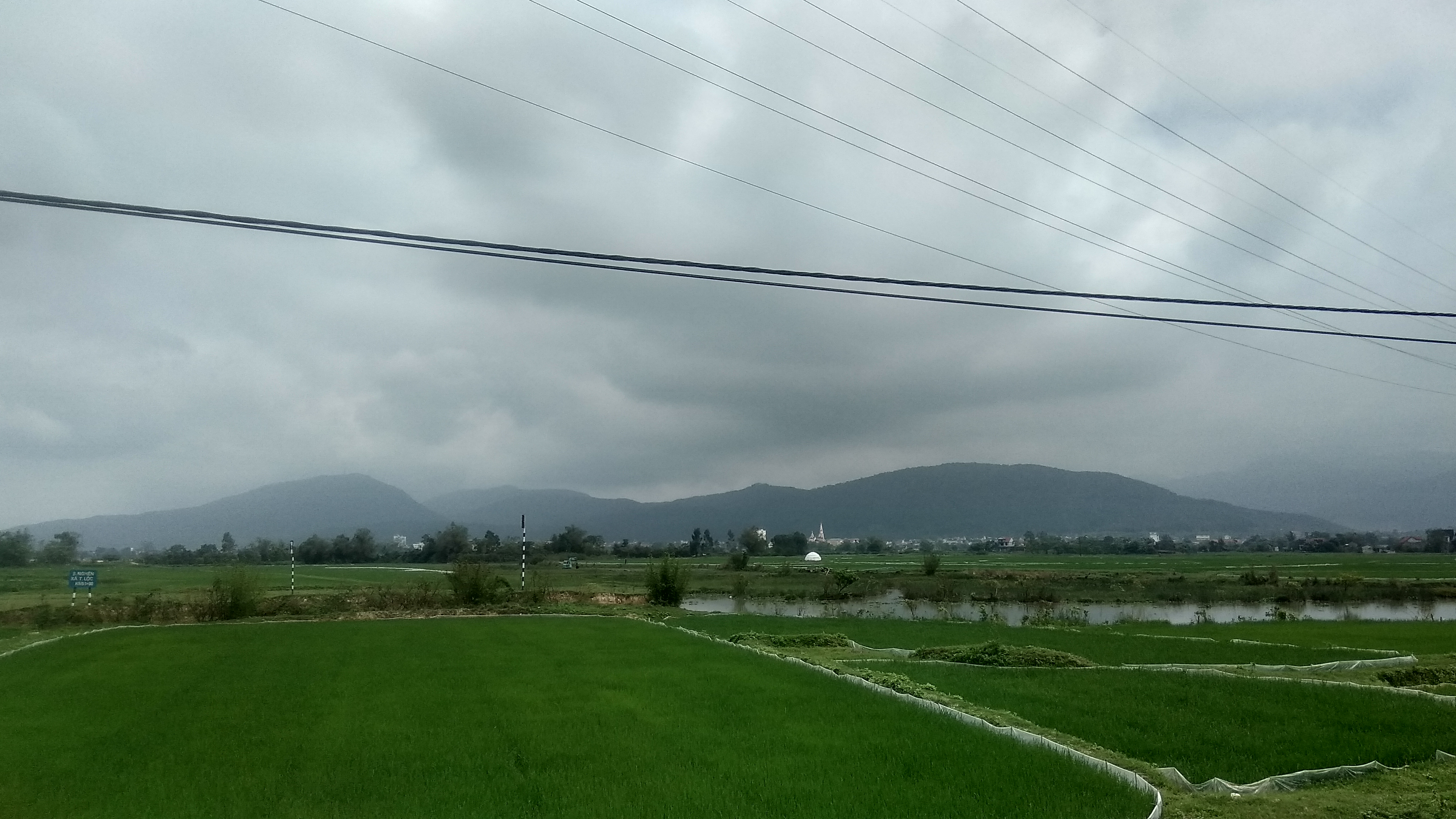
Dãy núi Hồng Lĩnh nhìn từ xã Thuận Lộc
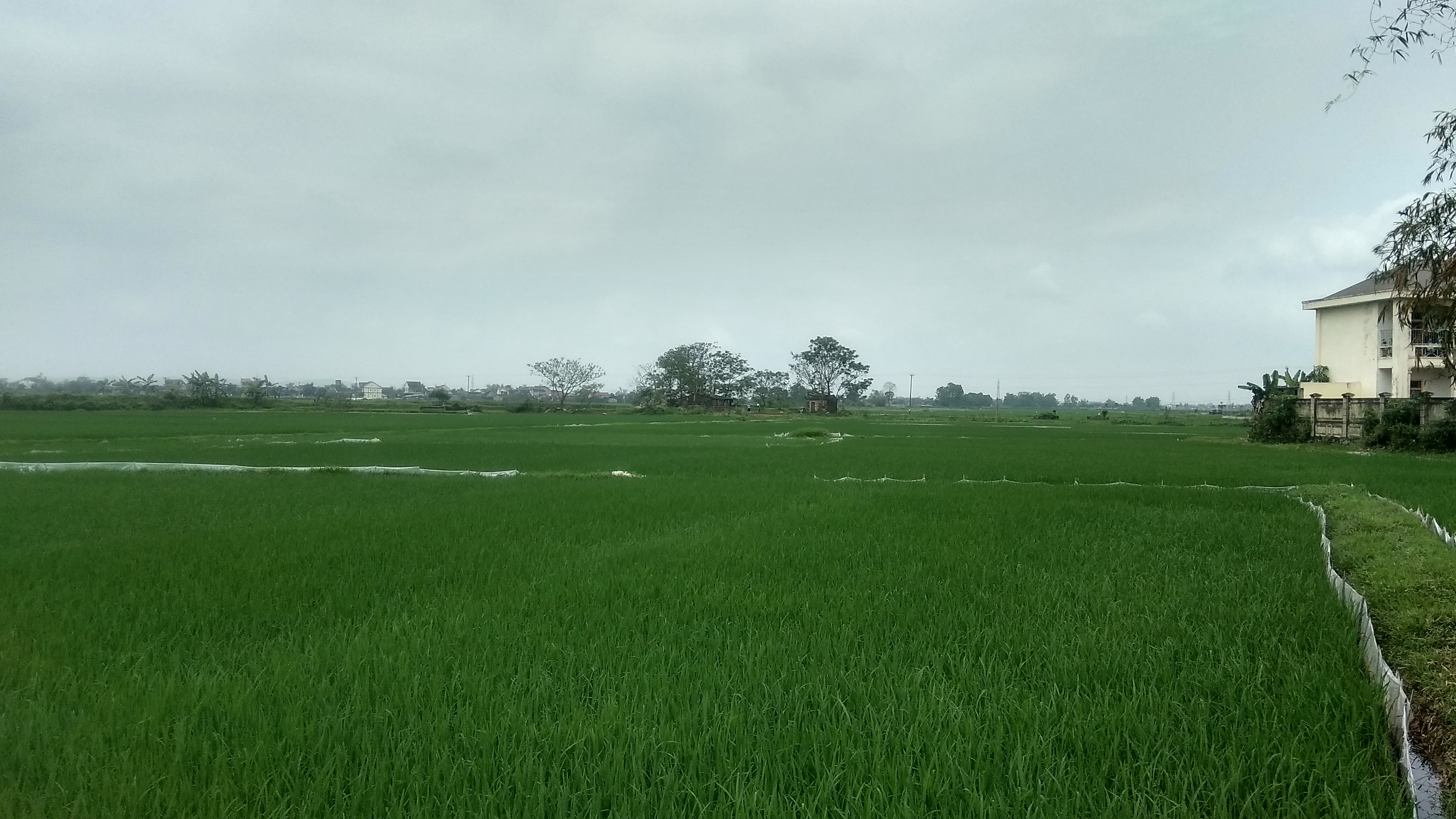
Ruộng lúa ở xã Thuận Lộc